# Wereldkampioenschap voetbal 1930
Het FIFA wereldkampioenschap voetbal 1930 was het eerste toernooi tussen de nationale mannenteams van landen die aangesloten zijn bij de FIFA. Uruguay was gastheer van het eerste officiële wereldkampioenschap, zoals twee jaar eerder, op maandag 28 mei 1928, in Amsterdam werd besloten. Uruguay kreeg het eerste wereldkampioenschap toegewezen om te vieren dat het land honderd jaar bestond en omdat Uruguay in 1924 en 1928 goud gewonnen had op de Olympische Spelen en dus een van de betere voetballanden was.
Alle duels werden gespeeld in de hoofdstad Montevideo, dat drie stadions ter beschikking had: Estadio Parque Central, Estadio Pocitas en Estadio Centenario. Het toernooi heeft achttien dagen geduurd, van zondag 13 tot en met woensdag 30 juli.
De eerste WK-duels in de geschiedenis waren Verenigde Staten tegen België en Frankrijk tegen Mexico. Lucien Laurent maakte het allereerste doelpunt op een WK. De finale werd voor de eerste en enige keer gefloten door een Belg, John Langenus. De Uruguayaanse trainer Alberto Suppici was nog maar 31 jaar en 240 dagen toen zijn team wereldkampioen werd, hij is daarmee tot op heden nog steeds de jongste trainer ooit van een wereldkampioen.

## Kwalificatie
De teams werden uitgenodigd door de FIFA om aan het eerste Wereldkampioenschap mee te doen. Zodoende werd dit het enige Wereldkampioenschap voetbal waarvoor de landen zich niet hoefden te kwalificeren.
De animo van Europese landen om deel te nemen aan dit kampioenschap was echter nihil: op 28 februari 1930, de einddatum van inschrijving, had zich nog geen enkel land aangemeld. De lange reisduur en hoge reiskosten waren hier debet aan. Uiteindelijk wist Jules Rimet, met hulp van de regering van Uruguay, vier landen zo ver te krijgen om de oversteek te maken. Dit waren België, Roemenië, Joegoslavië en Frankrijk. Roemenië deed vooral mee dankzij inspanningen van hun koning, die een groot fan was van het voetballen. Frankrijk, België en Roemenië vertrokken met dezelfde boot de Pont Verde naar Zuid-Amerika, bij een tussenstop namen ze de Brazilianen mee. De Joegoslaven waren te laat om nog via de Pont Verde te komen en wisten in Marseille de Florida te charteren. Bedoeling was de Egyptische ploeg mee te nemen, maar door een storm haalde de Egyptische boot niet hun verbinding met de boot op tijd, waardoor Egypte niet aan het WK kon deelnemen.

## Groepsindeling
| Groep 1                           | Groep 2                      | Groep 3               | Groep 4                          |
| --------------------------------- | ---------------------------- | --------------------- | -------------------------------- |
| Argentinië Chili Frankrijk Mexico | Bolivia Brazilië Joegoslavië | Peru Roemenië Uruguay | België Paraguay Verenigde Staten |

## Speelsteden
| Montevideo                            | Montevideo                                     | Montevideo                         | · Montevideo | · Montevideo |
| Estadio Centenario Capaciteit: 90.000 | Estadio Gran Parque Central Capaciteit: 20.000 | Estadio Pocitos Capaciteit: 15.000 | · Montevideo | · Montevideo |
|                                       |                                                |                                    | · Montevideo | · Montevideo |

## Groepsfase

### Groep A
Op 13 juli 1930 speelde Frankrijk tegen Mexico een van de eerste twee wedstrijden ooit gespeeld op een WK, Frankrijk won met 4-1. Lucien Laurent had de eer als eerste een doelpunt te maken op een WK. De  tweede ontmoeting tegen Argentinië was een tumultueuze wedstrijd, Argentinië speelde een harde wedstrijd en een aantal Fransen liepen een zware blessure op. Argentinië kwam in de 81e minuut op een 1-0 voorsprong door een doelpunt van hun sterspeler Luis Monti. Het duel kende een tumultueus einde, doordat de scheidsrechter de wedstrijd zes minuten te vroeg affloot tijdens een dribbel van de Fransman Langiller door de Argentijnse defensie. De Fransen protesteerden luidkeels, waarop de arbitrage besloot alsnog de wedstrijd uit te laten spelen, aan de stand veranderde dit echter niets. Na de wedstrijd werd Argentinië aangevallen door woedende Uruguayaanse supporters, Argentinië eiste bescherming van de organisatie. Na een 1-0 nederlaag tegen Chili was Frankrijk uitgeschakeld, al stopte de Franse doelman Thépot een strafschop van Vidal, de eerste gestopte strafschop in de WK-geschiedenis.
De eerste spits van Argentinië Roberto Cherro kreeg een zenuwaanval tijdens het toernooi, daarom werd Guillermo Stábile ingezet, hij had nog nooit voor zijn vaderland gespeeld, hij scoorde meteen een hattrick tegen Mexico, verdeeld over twee speelhelften. De wedstrijd tegen Chili was de beslissende wedstrijd in deze groep, tijdens deze wedstrijd kwamen vechtpartijen voor. Het waren de Argentijnen die ten slotte de wedstrijd in hun voordeel konden beslechten met onder meer twee doelpunten van Stabile. Chili zou door het onsportief gedrag vijf jaar uitgesloten blijven van deelname aan een internationaal toernooi.
| Team       | Gsp. | W | G | V | GV | GA | DS | Ptn. |
| ---------- | ---- | - | - | - | -- | -- | -- | ---- |
| Argentinië | 3    | 3 | 0 | 0 | 10 | 4  | +6 | 6    |
| Chili      | 3    | 2 | 0 | 1 | 5  | 3  | +2 | 4    |
| Frankrijk  | 3    | 1 | 0 | 2 | 4  | 3  | +1 | 2    |
| Mexico     | 3    | 0 | 0 | 3 | 4  | 13 | –9 | 0    |

|                                                   |                                                |                        |             |                                                                                        |
| 13 juli 1930 «onderlinge duels» 15:00 ((UTC−3:30) | Frankrijk                                      | 4 – 1                  | Mexico      | Estadio Pocitos, Montevideo Toeschouwers: 4.444 Scheidsrechter: Domingo Lombardi (URU) |
| 13 juli 1930 «onderlinge duels» 15:00 ((UTC−3:30) | L. Laurent 19' Langiller 40' Maschinot 43' 87' | verslag (FIFA) verslag | 70' Carreño | Estadio Pocitos, Montevideo Toeschouwers: 4.444 Scheidsrechter: Domingo Lombardi (URU) |

|                                                  |            |                        |           |                                                                                            |
| 15 juli 1930 «onderlinge duels» 16:00 (UTC−3:30) | Argentinië | 1 – 0                  | Frankrijk | Estadio Parque Central, Montevideo Toeschouwers: 23.409 Scheidsrechter: Almeida Rêgo (BRA) |
| 15 juli 1930 «onderlinge duels» 16:00 (UTC−3:30) | Monti 81'  | verslag (FIFA) verslag |           | Estadio Parque Central, Montevideo Toeschouwers: 23.409 Scheidsrechter: Almeida Rêgo (BRA) |

|                                                  |                           |                        |        |                                                                                               |
| 16 juli 1930 «onderlinge duels» 14:45 (UTC−3:30) | Chili                     | 3 – 0                  | Mexico | Estadio Parque Central, Montevideo Toeschouwers: 9.249 Scheidsrechter: Henri Christophe (BEL) |
| 16 juli 1930 «onderlinge duels» 14:45 (UTC−3:30) | Subiabre 3' 52' Vidal 65' | verslag (FIFA) verslag |        | Estadio Parque Central, Montevideo Toeschouwers: 9.249 Scheidsrechter: Henri Christophe (BEL) |

|                                                  |              |                        |           |                                                                                        |
| 19 juli 1930 «onderlinge duels» 12:50 (UTC−3:30) | Chili        | 1 – 0                  | Frankrijk | Estadio Centenario, Montevideo Toeschouwers: 2.000 Scheidsrechter: Aníbal Tejada (URU) |
| 19 juli 1930 «onderlinge duels» 12:50 (UTC−3:30) | Subiabre 65' | verslag (FIFA) verslag |           | Estadio Centenario, Montevideo Toeschouwers: 2.000 Scheidsrechter: Aníbal Tejada (URU) |

|                                                  |                                                |                        |                                   |                                                                                          |
| 19 juli 1930 «onderlinge duels» 15:00 (UTC−3:30) | Argentinië                                     | 6 – 3                  | Mexico                            | Estadio Centenario, Montevideo Toeschouwers: 42.100 Scheidsrechter: Ulises Saucedo (BOL) |
| 19 juli 1930 «onderlinge duels» 15:00 (UTC−3:30) | Stábile 8' 45' 80' Zumelzú 12' 55' Varallo 53' | verslag (FIFA) verslag | 42' (pen.) 65' M. Rosas 75' Gayón | Estadio Centenario, Montevideo Toeschouwers: 42.100 Scheidsrechter: Ulises Saucedo (BOL) |

|                                                  |                                 |                        |              |                                                                                         |
| 22 juli 1930 «onderlinge duels» 14:45 (UTC−3:30) | Argentinië                      | 3 – 1                  | Chili        | Estadio Centenario, Montevideo Toeschouwers: 41.459 Scheidsrechter: John Langenus (BEL) |
| 22 juli 1930 «onderlinge duels» 14:45 (UTC−3:30) | Stábile 12' 39' M. Evaristo 81' | verslag (FIFA) verslag | 15' Subiabre | Estadio Centenario, Montevideo Toeschouwers: 41.459 Scheidsrechter: John Langenus (BEL) |

### Groep B
De uitschakeling van Brazilië werd als een grote verrassing beschouwd. Als groepshoofd verloor het onverwacht van Joegoslavië. Winst op het zwakke Bolivia kon de schade echter niet beperken, omdat ook de Joegoslaven geen kind hadden aan de Bolivianen, die nog nooit een internationale wedstrijd hadden gewonnen. Voor de wedstrijd hoopten de Bolivianen sympathie te krijgen van het thuisfront door shirts te dragen met de slogan "Viva Uruguay", helaas ontbrak één speler op de foto. Tijdens de wedstrijd werden er vier Boliviaanse doelpunten afgekeurd. De Bolivianen speelden vanaf de 55e minuut met tien spelers verder doordat rechtsback Gomez zijn been had gebroken.
Een noemenswaardig voorval tijdens de wedstrijd Brazilië tegen Bolivia was, dat beide teams 45 minuten lang in hetzelfde tenue speelden. Het was uiteindelijk de Boliviaanse coach, die besloot voor andere outfits te kiezen. De Joegoslaven speelde alleen maar met Servische spelers, omdat de Kroatische bond verbood Kroatische spelers mee te laten spelen. Het team was gemiddeld slechts 21 jaar oud, ze werden populair bij het thuispubliek en gaf het team de bijnaam: "Los Ichachos" (De Jongens).
| Team        | Gsp. | W | G | V | GV | GA | DS | Ptn. |
| ----------- | ---- | - | - | - | -- | -- | -- | ---- |
| Joegoslavië | 2    | 2 | 0 | 0 | 6  | 1  | +5 | 4    |
| Brazilië    | 2    | 1 | 0 | 1 | 5  | 2  | +3 | 2    |
| Bolivia     | 2    | 0 | 0 | 2 | 0  | 8  | –8 | 0    |

|                                                  |                      |                        |               |                                                                                             |
| 14 juli 1930 «onderlinge duels» 12:45 (UTC−3:30) | Joegoslavië          | 2 – 1                  | Brazilië      | Estadio Parque Central, Montevideo Toeschouwers: 24.059 Scheidsrechter: Aníbal Tejada (URU) |
| 14 juli 1930 «onderlinge duels» 12:45 (UTC−3:30) | Tirnanić 21' Bek 30' | verslag (FIFA) verslag | 62' Preguinho | Estadio Parque Central, Montevideo Toeschouwers: 24.059 Scheidsrechter: Aníbal Tejada (URU) |

|                                                  |                                            |                        |         |                                                                                                  |
| 17 juli 1930 «onderlinge duels» 12:45 (UTC−3:30) | Joegoslavië                                | 4 – 0                  | Bolivia | Estadio Parque Central, Montevideo Toeschouwers: 18.306 Scheidsrechter: Francisco Mateucci (URU) |
| 17 juli 1930 «onderlinge duels» 12:45 (UTC−3:30) | Bek 60' 67' Marjanović 65' Vujadinović 85' | verslag (FIFA) verslag |         | Estadio Parque Central, Montevideo Toeschouwers: 18.306 Scheidsrechter: Francisco Mateucci (URU) |

|                                                  |                                    |                        |         |                                                                                         |
| 20 juli 1930 «onderlinge duels» 13:00 (UTC−3:30) | Brazilië                           | 4 – 0                  | Bolivia | Estadio Centenario, Montevideo Toeschouwers: 25.466 Scheidsrechter: Thomas Balvay (FRA) |
| 20 juli 1930 «onderlinge duels» 13:00 (UTC−3:30) | Moderato 37' 73' Preguinho 57' 83' | verslag (FIFA) verslag |         | Estadio Centenario, Montevideo Toeschouwers: 25.466 Scheidsrechter: Thomas Balvay (FRA) |

### Groep C
In de openingswedstrijd Roemenië tegen Peru werd de Peruaanse speler Placido Galindo als eerste speler tijdens een WK het veld uitgestuurd. Dit was in de 70e minuut als resultaat van een reeks knokpartijen. Voor de Roemeen Steiner verliep het toernooi rampzalig. In de 33e minuut brak hij zijn been. Het toeschouwersaantal tijdens deze wedstrijd – 300 bezoekers – wordt als het laagterecord in de geschiedenis van het toernooi gezien. Dat Uruguay pas zo laat in actie kwam tijdens het toernooi, had te maken met de staat van het stadion. Het Estadio Centenario was bij het begin van het toernooi nog niet af, waardoor de wedstrijden van het thuisland met 5 dagen werden verschoven. Uruguay had het moeilijk met Peru en won slechts met 1-0 door een doelpunt van Castro, een speler met maar één hand, hij verloor die hand in zijn jeugdjaren dankzij een ongeluk met een kettingzaag. Een paar dagen later toonde Uruguay pas echt aan de favoriet van het toernooi te zijn door Roemenië met 4-0 te declasseren.
De Roemenen konden terug naar huis, maar op terugrit raakte Alfred Eissenbeiser onwel na het nemen van een bad met koud water. Wanneer het schip arriveerde in Genua werd hij in een senatorium gestuurd voor herstel, de Roemenen stuurde al een priester voor de laatste sacramenten gezien zijn hopeloze toestand. Wanneer hij hersteld was, kwam hij bijna op zijn eigen begrafenis, omdat hij al opgegeven was door de Roemeense voetbalbond. Zijn moeder die de begrafenis voorbereidde viel flauw. Hij zou later nog meedoen aan de WK's van 1934 en 1938 en deel uitmaken van de bobsleeteam op de winterspelen van 1936.
| Team     | Gsp. | W | G | V | GV | GA | DS | Ptn. |
| -------- | ---- | - | - | - | -- | -- | -- | ---- |
| Uruguay  | 2    | 2 | 0 | 0 | 5  | 0  | +5 | 4    |
| Roemenië | 2    | 1 | 0 | 1 | 3  | 5  | +2 | 2    |
| Peru     | 2    | 0 | 0 | 2 | 1  | 4  | –3 | 0    |

|                                                  |                               |                        |                    |                                                                                       |
| 14 juli 1930 «onderlinge duels» 14:50 (UTC−3:30) | Roemenië                      | 3 – 1                  | Peru               | Estadio Pocitos, Montevideo Toeschouwers: 2.549 Scheidsrechter: Alberto Warnken (CHI) |
| 14 juli 1930 «onderlinge duels» 14:50 (UTC−3:30) | Deşu 1' Barbu 85' Stanciu 85' | verslag (FIFA) verslag | 75' Souza Ferreira | Estadio Pocitos, Montevideo Toeschouwers: 2.549 Scheidsrechter: Alberto Warnken (CHI) |

|                                                  |            |                        |      |                                                                                         |
| 18 juli 1930 «onderlinge duels» 14:30 (UTC−3:30) | Uruguay    | 1 – 0                  | Peru | Estadio Centenario, Montevideo Toeschouwers: 57.735 Scheidsrechter: John Langenus (BEL) |
| 18 juli 1930 «onderlinge duels» 14:30 (UTC−3:30) | Castro 65' | verslag (FIFA) verslag |      | Estadio Centenario, Montevideo Toeschouwers: 57.735 Scheidsrechter: John Langenus (BEL) |

|                                                  |                                           |                        |          |                                                                                        |
| 21 juli 1930 «onderlinge duels» 14:50 (UTC−3:30) | Uruguay                                   | 4 – 0                  | Roemenië | Estadio Centenario, Montevideo Toeschouwers: 70.022 Scheidsrechter: Almeida Rêgo (BRA) |
| 21 juli 1930 «onderlinge duels» 14:50 (UTC−3:30) | Dorado 7' Scarone 26' Anselmo 31' Cea 35' | verslag (FIFA) verslag |          | Estadio Centenario, Montevideo Toeschouwers: 70.022 Scheidsrechter: Almeida Rêgo (BRA) |

### Groep D
Het Belgische team had zich als eerste Europese land ingeschreven voor het WK en vertrok met de Franse en Roemeense ploeg per schip naar het verre Uruguay. Het team speelde zonder Raymond Braine, er mochten alleen amateurspelers meedoen aan het toernooi en aangezien Braine uitbater werd van een café mocht werd hij gezien als een profspeler. Het Belgische team trainde al om zes uur op het dek (waarbij zachtjes gedaan moest worden voor de nog slapende schipbewoners) en vulden de rest van de dag met weinig doen en vooral veel eten. Veel spelers kwamen met overtollige kilo's aan, het hotel was volgeboekt en men moest genoegen nemen met een familiepension. Het was al winter in Uruguay en veel spelers kregen last van de landziekte. Geen ideale omstandigheden om een WK te starten en België verloor kansloos met 3-0 van de Verenigde Staten, waar veel oude profs uit Schotland speelden.. Ook de tweede wedstrijd tegen Paraguay ging met 1-0 verloren, een derde, vriendschappelijke wedstrijd tegen lokale Penarol ging ook al verloren (3-0).  Een satirisch weekblad bedacht de Rode Duivels met het kenteken 0.0.0.0.0.0.7, het doelpuntensaldo na drie matchen en vier weken Atlantische Oceaan.
De Verenigde Staten wonnen ook met 3-0 van Paraguay en plaatste zich voor de halve finales. In die wedstrijd scoorde Bert Patenaude drie doelpunten, lange tijd werd verondersteld dat het tweede doelpunt een eigen doelpunt van de Paraguayaan Aurelio González of aan de Amerikaan Tom Florie, pas op 10 november 2006 besloot de FIFA alsnog het doelpunt toe te wijzen aan Bert Patenaude, waardoor zijn hattrick een feit was, de eerste op een WK.
| Team             | Gsp. | W | G | V | GV | GA | DS | Ptn. |
| ---------------- | ---- | - | - | - | -- | -- | -- | ---- |
| Verenigde Staten | 2    | 2 | 0 | 0 | 6  | 0  | +6 | 4    |
| Paraguay         | 2    | 1 | 0 | 1 | 1  | 3  | –2 | 2    |
| België           | 2    | 0 | 0 | 2 | 0  | 4  | –4 | 0    |

|                                                  |                              |                        |        |                                                                                           |
| 13 juli 1930 «onderlinge duels» 15:00 (UTC−3:30) | Verenigde Staten             | 3 – 0                  | België | Estadio Parque Central, Montevideo Toeschouwers: 18.346 Scheidsrechter: José Macías (ARG) |
| 13 juli 1930 «onderlinge duels» 15:00 (UTC−3:30) | McGhee 41' 45' Patenaude 88' | verslag (FIFA) verslag |        | Estadio Parque Central, Montevideo Toeschouwers: 18.346 Scheidsrechter: José Macías (ARG) |

|                                                  |                       |                        |          |                                                                                           |
| 17 juli 1930 «onderlinge duels» 14:45 (UTC−3:30) | Verenigde Staten      | 3 – 0                  | Paraguay | Estadio Parque Central, Montevideo Toeschouwers: 18.306 Scheidsrechter: José Macías (ARG) |
| 17 juli 1930 «onderlinge duels» 14:45 (UTC−3:30) | Patenaude 10' 15' 50' | verslag (FIFA) verslag |          | Estadio Parque Central, Montevideo Toeschouwers: 18.306 Scheidsrechter: José Macías (ARG) |

|                                                  |                 |                        |        |                                                                                             |
| 20 juli 1930 «onderlinge duels» 15:00 (UTC−3:30) | Paraguay        | 1 – 0                  | België | Estadio Centenario, Montevideo Toeschouwers: 12.000 Scheidsrechter: Ricardo Vallarino (URU) |
| 20 juli 1930 «onderlinge duels» 15:00 (UTC−3:30) | Vargas Peña 40' | verslag (FIFA) verslag |        | Estadio Centenario, Montevideo Toeschouwers: 12.000 Scheidsrechter: Ricardo Vallarino (URU) |

## Knock-outfase
|  | Halve finale         | Halve finale         |  |            | Finale               | Finale               |
|  |                      |                      |  |            |                      |                      |
|  | 26 juli – Montevideo |                      |  |            |                      |                      |
|  | Argentinië           | 6                    |  |            |                      |                      |
|  | Verenigde Staten     | 1                    |  |            | 30 juli – Montevideo | 30 juli – Montevideo |
|  |                      |                      |  |            | Uruguay              | 4                    |
|  | 27 juli – Montevideo | 27 juli – Montevideo |  | Argentinië | 2                    |                      |
|  | Uruguay              | 6                    |  |            |                      |                      |
|  | Joegoslavië          | 1                    |  |            |                      |                      |

### Halve finale
In de eerste ronde had Argentinië al een reputatie als een vaak gemeen spelende ploeg en dat werd bevestigd in de halve finale. In de eerste helft liepen zowel Ralph Tracy als doelman Doulglas een beenbreuk op. Argentinië kwam in de eerste helft op een 1-0 voorsprong, uitgerekend Tracy miste wat kansen, maar hij was niet in staat in de tweede helft te spelen. Met een kreupele doelman liep Argentinië in de tweede helft uit naar 6-1, waarbij het duel steeds smeriger werd aan Zuid-Amerikaanse kant.
|                                                  |                                                         |                        |                  |                                                                                         |
| 26 juli 1930 «onderlinge duels» 14:45 (UTC−3:30) | Argentinië                                              | 6 – 1                  | Verenigde Staten | Estadio Centenario, Montevideo Toeschouwers: 72.886 Scheidsrechter: John Langenus (BEL) |
| 26 juli 1930 «onderlinge duels» 14:45 (UTC−3:30) | Monti 20' Scopelli 56' Stábile 69' 87' Peucelle 80' 85' | verslag (FIFA) verslag | 89' Brown        | Estadio Centenario, Montevideo Toeschouwers: 72.886 Scheidsrechter: John Langenus (BEL) |

De Joegoslaven hadden in de eerste ronde voor een verrassing gezorgd door Brazilië uit te schakelen en kwam tegen de favoriete gastland op een 0-1 voorsprong door een vroeg doelpunt van Branislav Sekulić. In de eerste helft kwam Uruguay al op een 3-1 voorsprong, al werd een tweede doelpunt van de Joegoslaven om onduidelijke redenen afgekeurd en ontstond het derde doelpunt van Uruguay doordat een politieman de bal in het veld bracht, waaruit werd gescoord, de eerste en enige keer dat een politieman een assist leverde. Bij zoveel tegenwerking was het verzet van het Balkanland gebroken en liep Uruguay uit naar 6-1.
|                                                  |                                             |                        |             |                                                                                        |
| 27 juli 1930 «onderlinge duels» 14:45 (UTC−3:30) | Uruguay                                     | 6 – 1                  | Joegoslavië | Estadio Centenario, Montevideo Toeschouwers: 79.867 Scheidsrechter: Almeida Rêgo (BRA) |
| 27 juli 1930 «onderlinge duels» 14:45 (UTC−3:30) | Cea 18' 67' 72' Anselmo 20' 31' Iriarte 61' | verslag (FIFA) verslag | 4' Sekulić  | Estadio Centenario, Montevideo Toeschouwers: 79.867 Scheidsrechter: Almeida Rêgo (BRA) |

### Finale
|                                                  |                                           |                        |                          |                                                                                         |
| 30 juli 1930 «onderlinge duels» 15:30 (UTC−3:30) | Uruguay                                   | 4 – 2                  | Argentinië               | Estadio Centenario, Montevideo Toeschouwers: 68.346 Scheidsrechter: John Langenus (BEL) |
| 30 juli 1930 «onderlinge duels» 15:30 (UTC−3:30) | Dorado 12' Cea 57' Iriarte 68' Castro 89' | verslag (FIFA) verslag | 20' Peucelle 37' Stábile | Estadio Centenario, Montevideo Toeschouwers: 68.346 Scheidsrechter: John Langenus (BEL) |

| 1930 Wereldkampioen  |
| -------------------- |
|                      |
| URUGUAY Eerste titel |

## Toernooiranglijst
| Plaats                         | Land             | Groep | GW | Win | Gel | Ver | DV | DT | +/- | Pnt |
| ------------------------------ | ---------------- | ----- | -- | --- | --- | --- | -- | -- | --- | --- |
| 1                              | Uruguay          | 3     | 4  | 4   | 0   | 0   | 15 | 3  | +12 | 8   |
| 2                              | Argentinië       | 1     | 5  | 4   | 0   | 1   | 18 | 9  | +9  | 8   |
| 3                              | Verenigde Staten | 4     | 3  | 2   | 0   | 1   | 7  | 6  | +1  | 4   |
| 4                              | Joegoslavië      | 2     | 3  | 2   | 0   | 1   | 7  | 7  | 0   | 4   |
| Uitgeschakeld in de groepsfase |                  |       |    |     |     |     |    |    |     |     |
| 5                              | Chili            | 1     | 3  | 2   | 0   | 1   | 5  | 3  | +2  | 4   |
| 6                              | Brazilië         | 2     | 2  | 1   | 0   | 1   | 5  | 2  | +3  | 2   |
| 7                              | Frankrijk        | 1     | 3  | 1   | 0   | 2   | 4  | 3  | +1  | 2   |
| 8                              | Roemenië         | 3     | 2  | 1   | 0   | 1   | 3  | 5  | −2  | 2   |
| 9                              | Paraguay         | 4     | 2  | 1   | 0   | 1   | 1  | 3  | −2  | 2   |
| 10                             | Peru             | 3     | 2  | 0   | 0   | 2   | 1  | 4  | −3  | 0   |
| 11                             | België           | 4     | 2  | 0   | 0   | 2   | 0  | 4  | −4  | 0   |
| 12                             | Bolivia          | 2     | 2  | 0   | 0   | 2   | 0  | 8  | −8  | 0   |
| 13                             | Mexico           | 1     | 3  | 0   | 0   | 3   | 4  | 13 | −9  | 0   |

Let op dat er voor elke gewonnen wedstrijd destijds maar 2 punten werden toegekend aan het winnende team.

## Statistieken

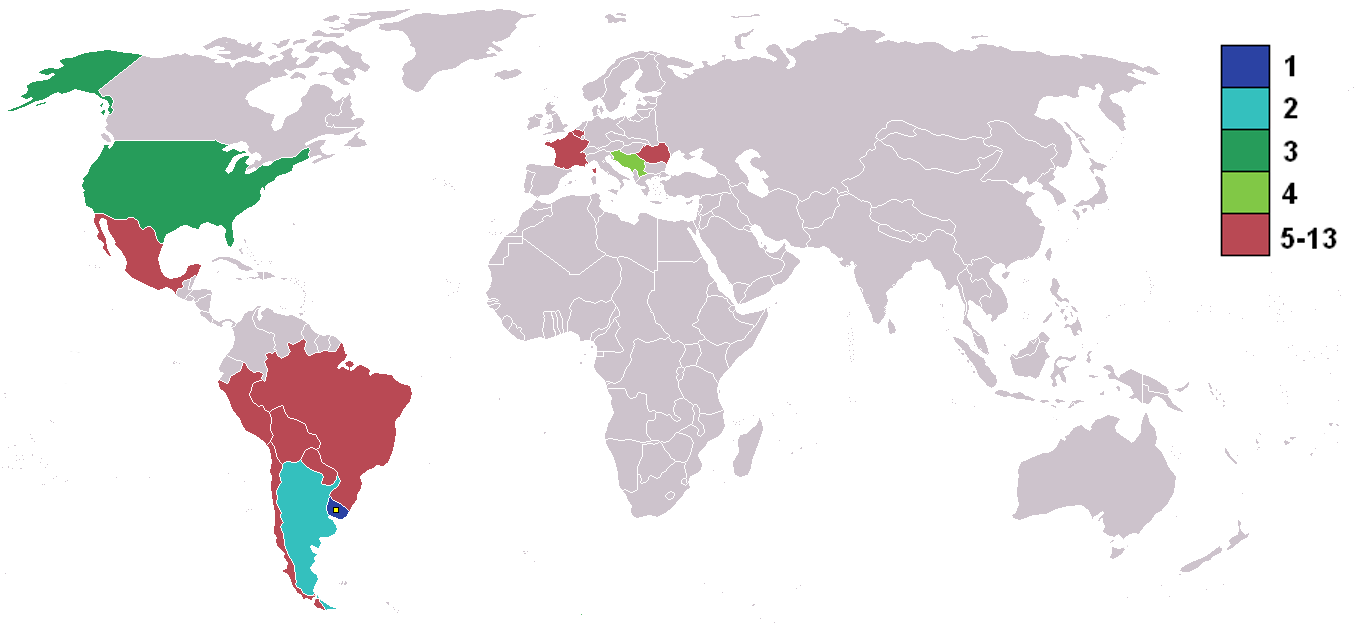
Kampioen
Tweede plek
Derde plek
Vierde plek
Groepsfase

| Aantal wedstrijden               | 18      |
| Totaal aantal doelpunten         | 70      |
| Eigen doelpunten                 | 1       |
| Aantal uitsluitingen (rood)      | 1       |
| Doelpuntgemiddelde per wedstrijd | 3,88    |
| Toeschouwerstotaal               | 434.000 |
| Toeschouwersgemiddelde           | 24.139  |

## Doelpuntenmakers
8 doelpunten
- Guillermo Stábile

5 doelpunten
- Pedro Cea

4 doelpunten
- Bert Patenaude

3 doelpunten
- Carlos Peucelle
- Preguinho
- Peregrino Anselmo
- Ivan Bek

2 doelpunten
- Luis Monti
- Adolfo Zumelzú
- Moderato
- Guillermo Subiabre
- Carlos Vidal
- André Maschinot
- Manuel Rosas
- Héctor Castro
- Pablo Dorado
- Santos Iriarte
- Đorđe Vujadinović

1 doelpunt
- Mario Evaristo
- Alejandro Scopelli
- Francisco Varallo
- Marcel Langiller
- Lucien Laurent
- Juan Carreño
- Roberto Gayón
- Luis Vargas Peña
- Luis de Souza Ferreira
- Adalbert Deșu
- Nicolae Kovács
- Constantin Stanciu
- Jim Brown
- Tom Florie
- Bart McGhee
- Héctor Scarone
- Blagoje Marjanović
- Aleksandar Tirnanić

Eigen doelpunt
- Manuel Rosas (tegen Chili)

## WK 1930 in beeld

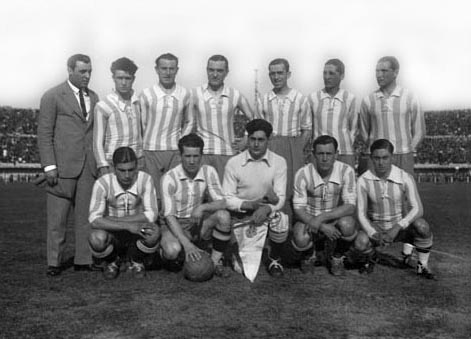
Argentinië
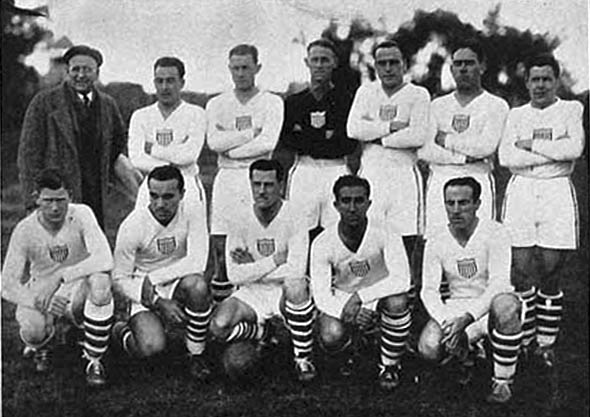
Verenigde Staten
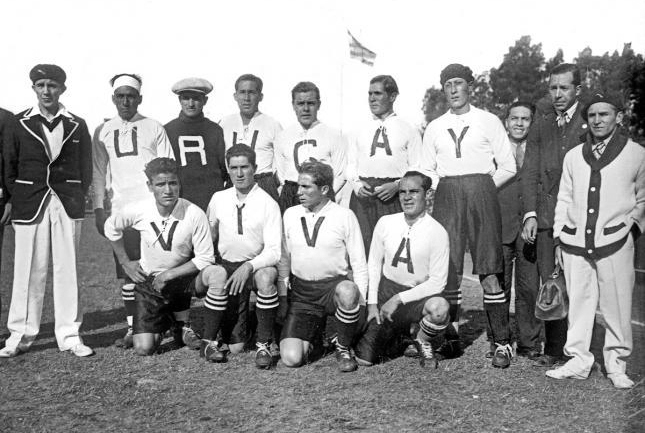
Bolivia
Uruguay
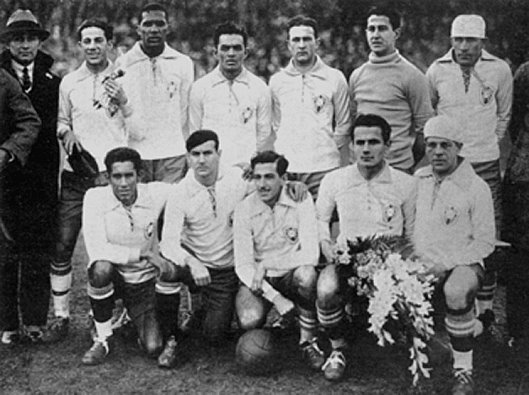
Brazilië
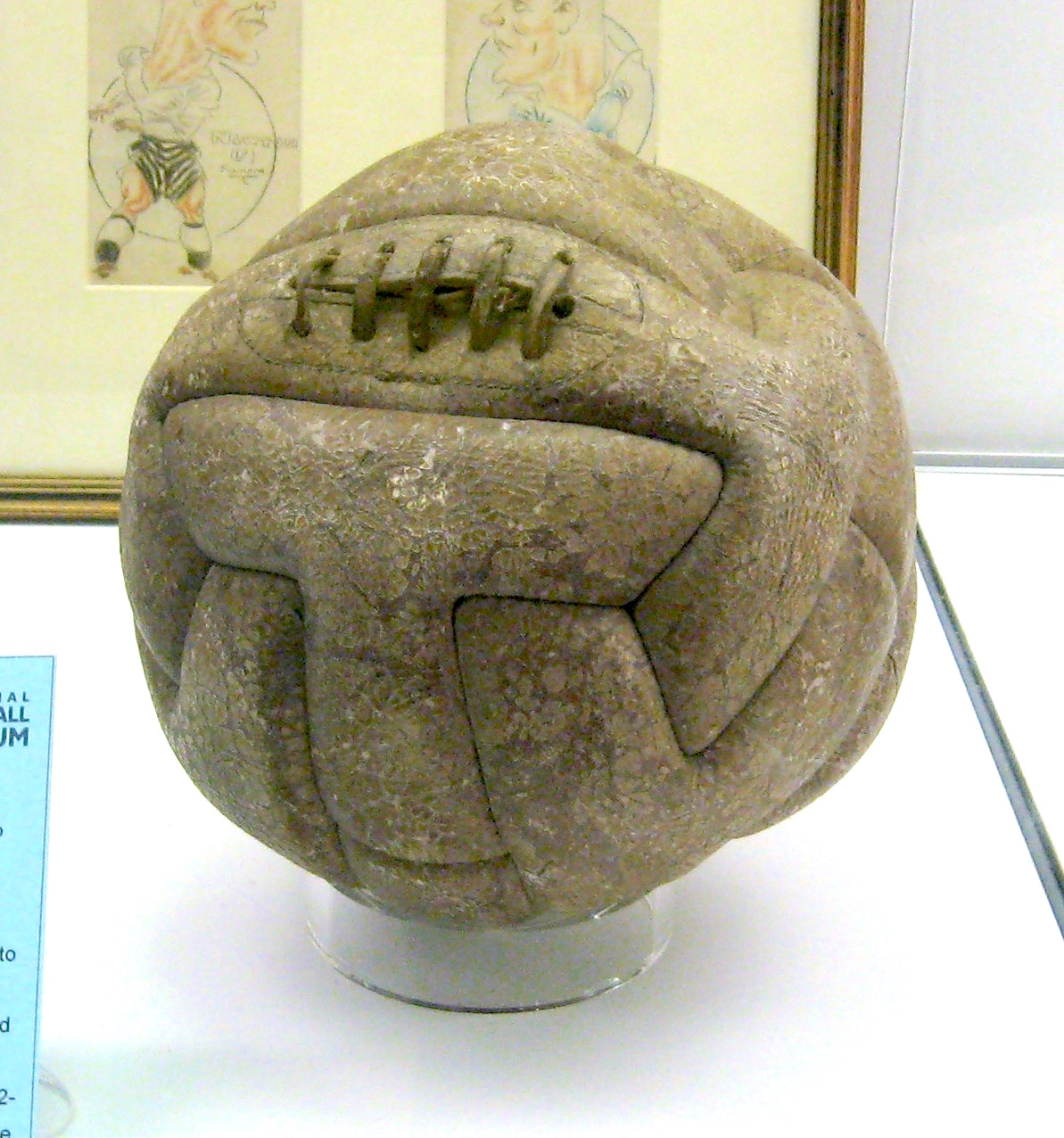
De finalebal
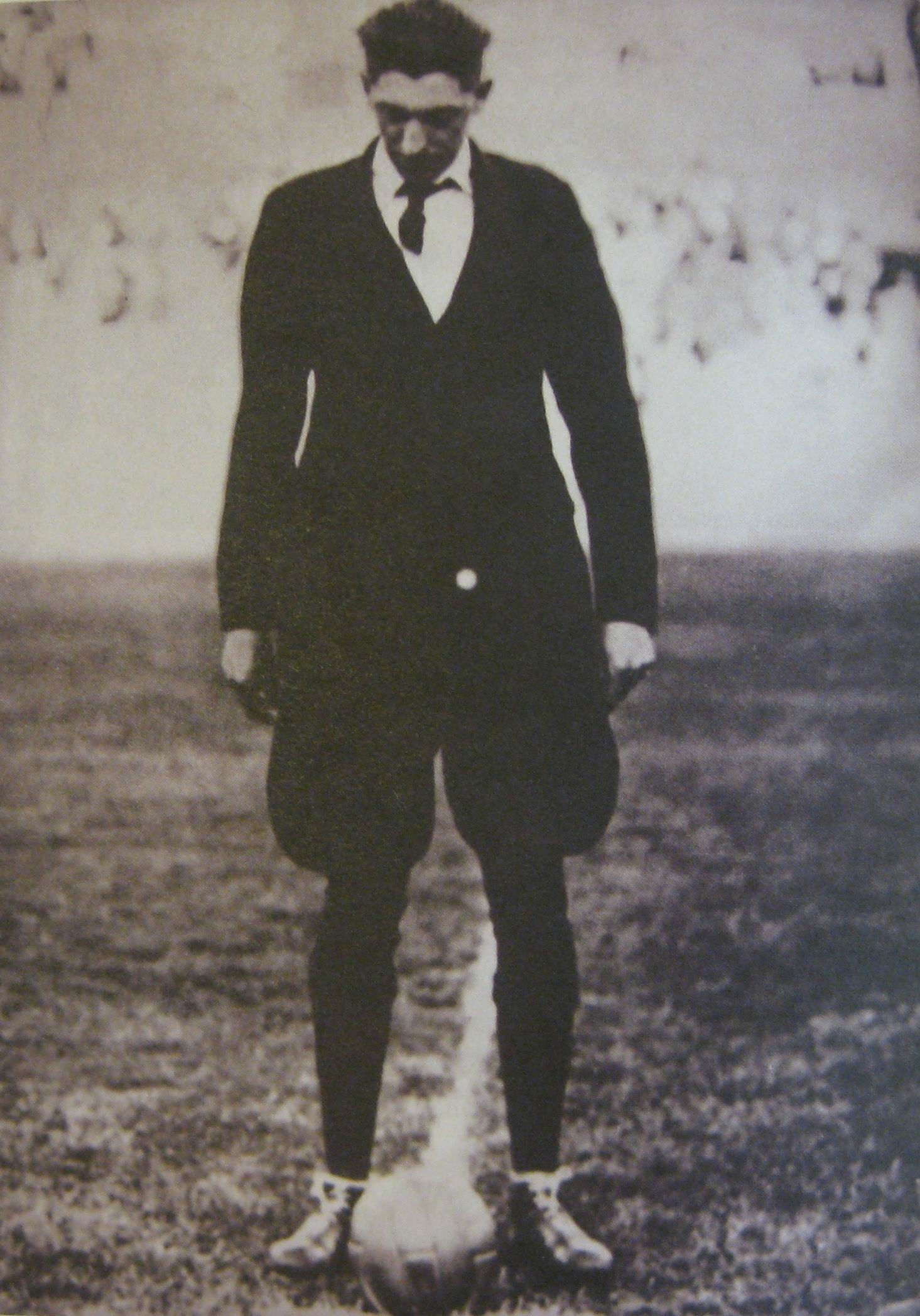
John Langenus (scheidsrechter)

Estadio Centenario (Montevideo) · Estadio Gran Parque Central (Montevideo) · Estadio Pocitos (Montevideo)